# Juana Rodríguez Chaparro
Juana Rodríguez Chaparro fue una mujer española cuya desaparición forzada en 1947 constituye un crimen no resuelto que involucra presuntamente a los agentes de la Guardia Civil destinados en aquella época en la localidad murciana de La Unión.

## Desaparición
Juana Rodríguez contaba 29 años de edad cuando en 1947 residía junto a su cónyuge, el guardia civil José Pozo Martín, y sus tres hijos en la casa cuartel de La Unión. La familia provenía de El Campillo (Huelva), municipio desde la que había sido trasladada a la provincia de Murcia tras el ingreso de José en el cuerpo de seguridad pública, habiendo previamente prestado sus servicios al bando sublevado durante la guerra civil.
José Pozo mantenía en secreto una relación sentimental con Cayetana Segura, hija del cabo Cayetano Segura Montoya. Esta infidelidad fue conocida por Juana, que visitó la tarde del 25 abril al capitán Andrés de Pedro Navarro para solicitar el traslado de su familia. Al día siguiente, durante la madrugada de entre los días 26 y 27, desapareció y no volvió a ser vista. Los hijos de la pareja fueron separados, pasando a tutela de otros familiares a excepción de la hija Irene Pozo Rodríguez, que fue internada en un convento femenino hasta la mayoría de edad.

## Averiguaciones
En la década de 1980, Irene Pozo comenzó una investigación personal para esclarecer lo sucedido a su madre aquella noche. Su caso atrajo la atención del programa de telerrealidad de TVE Quién sabe dónde en 1995. Tres años más tarde, Irene conseguía una orden del Ministerio del Interior a la Dirección General de la Guardia Civil, por la que se le facilitó una copia del informe interno que siguió al incidente de 1947: en él se relatan los malos tratos que infligía José Pozo a su esposa, sus relaciones adúlteras con Cayetana Segura y el conflicto de Juana con la familia Segura para proteger su matrimonio. Sin embargo, la única reacción de los superiores de José había sido sancionarle en septiembre del mismo con dos meses de calabozo y el traslado de comandancia por «actos contrarios a la dignidad militar», que son listados como falta leve, aún a pesar de desvincularlo de la desaparición de Juana. Posteriormente, un tribunal de honor condena al guardia civil a la expulsión del cuerpo. Se produce entonces la paradoja de que, a pesar de calificarlo en su expediente como una persona «indigna de pertenecer al cuerpo y de baja conducta moral», es recomendado a la empresa Maquinista de Levante como vigilante de seguridad. Otros colegas de José, entre ellos el cabo Cayetano Segura, también fueron recibieron castigos por faltas leves, pero mantuvieron sus puestos, en tanto que el informe señala escuetamente como motivo factible de la desaparición de Juana el suicidio.
El historiador Ángel Márquez Delgado estableció varias hipótesis, entre las que incorpora la huida efectiva de Juana, su suicidio, el homicidio accidental y el asesinato premeditado. Márquez Delgado descarta opciones mediante el análisis de los hechos previos al incidente hasta quedar como más posible, en su opinión, el asesinato con la complicidad del resto de miembros de la Guardia Civil de La Unión. Apunta como móvil incluso el posible chantaje de Juana al capitán De Pedro con la denuncia a las autoridades de alguna práctica ilegal cometida por los agentes, como el tráfico de armas y el contrabando de tabaco, con lo que habría esperado conseguir el traslado de su marido.
Entre 2011 y 2012, la Asociación para la Recuperación de la Memoria Histórica coordinó un proyecto de investigación y exhumación de fosas comunes financiado por el Ministerio de la Presidencia, entre las que se incluyó la que albergaba en La Unión los restos de Juana Rodríguez Chaparro, que había sido revelada a la familia por parte de un confidente en 2010.

## Cultura popular
En 2022 Roque García Vera, viudo de Irene Pozo Rodríguez, publicó un relato novelado de las investigaciones practicadas por su esposa y él durante más de cuarenta años, de título Deshonor en el cuartel 1947.